# 周至县
周至县，1964年前称盩厔（或稱盩庢），位于陕西省关中地区，南依秦岭，北濒渭河，是西安市下辖的县。常住人口約50.5万人，县人民政府駐二曲街道。

## 名稱
盩厔的意思是「山川曲折」，因“山曲为盩，水曲为厔”而得名。但由於二字古奧冷僻，遂改為同音之今名。

## 历史

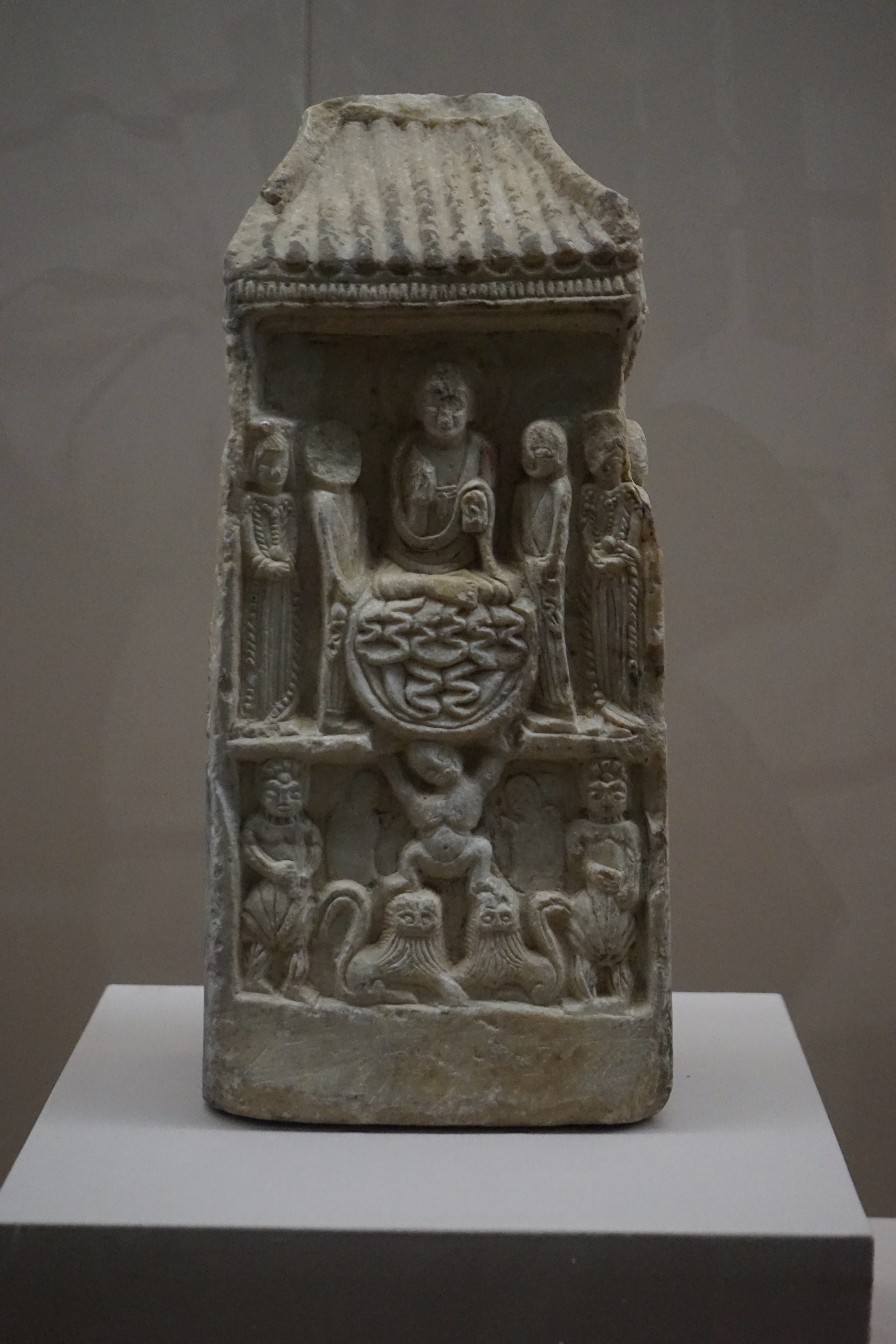
唐白玉四面佛龛

周至自然条件较为优越，史称“金盩厔”。尧舜时为骆国，西周属京畿地，秦汉属內史，西汉太初元年（公元前104年）置盩厔县，属右扶风。周至刺绣历史悠久，素有“刺绣之乡”之称。同时也是中华猕猴桃的原产地。

## 人口
西安市第七次全国人口普查主要数据公報显示：周至县常住人口为504144人，男性人口占比51.58%，女性人口占比48.42%，年龄结构中0-14岁占比18.53%，15-59岁占比60.37%，60岁以上占比21.1%，65岁以上占比14.75%。

## 地理与气候
周至县总面积为2974平方千米，位于东经107°39'至108°37'和北纬33°42'至34°14'之间，域内西南高，东北低，山区占76.4%，为千里秦岭最雄伟且资源丰富的一段。北部是一望无垠的关中平川，土肥水美。南部是重峦叠嶂、具有神奇色彩的秦岭山脉。全县森林覆盖率66.6%，森林面积占西安市森林总面积的52%，秦岭北麓面积占西安市秦岭北麓总面积的41.8%；境内15条河流年径流量10亿立方米，年向市区供水3.05亿立方米，是西安市的主要水源地。山、川、塬、滩皆有，呈“七山一水二分田”格局。属温带大陆性季风气候。年平均气温摄氏13.2°，降水674.3毫米，日照1993.7小时，无霜期225天。

## 行政区划
周至县下辖1个街道办事处、19个镇：
二曲街道、哑柏镇、终南镇、马召镇、集贤镇、楼观镇、尚村镇、广济镇、厚畛子镇、青化镇、竹峪镇、翠峰镇、四屯镇、司竹镇、九峰镇、富仁镇、骆峪镇、陈河镇、板房子镇和王家河镇。

## 交通
周至东邻西安，西结宝鸡，南连汉中，北通杨凌。
- 310国道横贯东西，同陇海铁路并驾齐驱； 108国道纵贯南北，与 连霍高速西宝高速公路相连；北距西安咸阳国际机场50千米。

## 经济与文化
周至自古气候温和，适宜于栽桑养蚕、抽丝织帛。周至刺绣是秦绣的代表。特别适宜温带水果猕猴桃（奇异果）的生长，其产量占全国第一。其年产量在20万吨以上。被誉为中国猕猴桃（奇异果）之乡。周至猕猴桃、周至山茱萸：中国地理标志产品。

## 旅游
- 太白山
- 楼观台
- 仙游寺
- 大秦塔
- 财神庙

## 其他
- 天主教盩厔教区
- 纪弦，台湾著名新詩诗人的祖籍地。

## 发展资源
- 农业资源：初步形成了南部沿山旅游观光带、中部猕猴桃经济带、北部沿渭蔬菜花卉带，发展城郊型农业。猕猴桃作为立县产业来发展，成为全国最大的猕猴桃生产基地县和唯一的猕猴桃标准化管理示范县。培育的猕猴桃优质品种“秦美”、“亚特”通过国家鉴定并分获金、银奖，已取得绿色食品认证。县、镇、村三级农产品质量安全网格化管理体系实现全覆盖，《地理标志产品-周至山茱萸》省级地方标准正式发布，编制完成《猕猴桃产业强县规划》。引入智慧农业阿里云农业大脑-人工智能系统，打造400亩首批智慧农业示范点。
- 旅游资源：周至历史悠久，山水擅关中第一，山川秀丽，风景名胜，文物古迹颇多，人文和自然景观十分丰富，汉家离宫，唐家园林，星罗棋布。道文化发祥地——楼观台是老子讲授《道德经》之地，世称“天下第一福地”，现有古迹60余处，属国家级重点风景名胜区。黑水河畔的仙游寺，千古绝唱《长恨歌》诞生于此，全国重点保护文物——法王塔，以隋代佛舍利的出土而扬名海内外。“积雪六月天”的秦岭主峰太白山，海拔 3767米 ，原始森林、高山湖泊神奇秀美，珍稀动物种类繁多，素有“北方的西双版纳”、“亚洲动植物园”。还有伯夷、叔奇隐居的首阳山，李白秋访的玉真观，马召南塬的古战场，南通马蜀的古栈道，都蕴留着历史名人的足迹韵事，也流传着神奇美妙的美丽传说，吸引着大批中外宾客观光旅游。
- 水及水力资源：水及水力资源是大自然赋予周至人民的独特优势，秦岭北麓的“九口十八峪”，大小52条峪沟，形成平原15条河流，年径流量9. 7亿立方米 ，水力资源蕴藏量45万千瓦，地下水补给量充足，总量达3. 2亿立方米 ，为灌溉发电提供了有利条件。
- 地热资源：县内分布着秦岭山前断裂带、渭河断陷盆地中的近东西向断裂带及北西向的哑柏——马召断裂带，这三大断裂带控制着地层地热的分布，并起主要的导热的储热作用，区域地热水储存量相当大，且补给来源充足。现已在楼观台、镇丰、哑柏成井3处，马召、西楼及镇东井沟凹地也具有良好的地热开发前景。
- 植物资源：周至县林区地跨秦岭南北，南属北亚热带常绿落叶阔叶混交林带，北属暖温带落叶阔叶林带。有林地238.85万亩，占西安市的55.6%，主要分布在山区。畜牧草场96万余亩，是发展肉牛的良好天然基地。
- 动物资源：周至县林区为野生动物栖息繁殖提供了良好的生活环境。林中动物270余种。其中兽类有黑熊、金钱豹、青羊、黄羊、鹿、麝、狐狸、野猪、獾等达40余种；鸟类有锦鸡、环颈雉、白脸山雀、斑啄木、松花鸡、长尾兰鹊、黄鹊、麻鹊、喜鹊等230余种。珍贵动物有国家一类保护动物大熊猫、金丝猴、金毛扭角羚等，二类保护动物大鲵、金钱豹、斑羚、小熊猫、锦鸡等，三类保护动物林麝、豹猫等。